# Ellie
Ellie is een single van de Belgische producer Regi Penxten, beter bekend als Regi, met de Nederlandse zanger Jaap Reesema onder de artiestennaam Jake Reese. De single is een ode aan zijn dochter. Het lied stond zeven weken op 1 in de Ultratop 50.